# 히프노시스 마이크
《히프노시스 마이크》(ヒプノシスマイク-Division Rap Battle-)는 킹레코드내 레이블 에빌라인 레코드(EVIL LINE RECORDS)가 다루어 남성 성우 18명에 의한 캐릭터 랩 프로젝트이다.

## 등장인물

### Buster Bros!!! (버스터 브로즈/B.B.)
야마다 이치로 (山田 一郎)
성우 : 키무라 스바루
야마다 지로 (山田 二郎)
성우 : 이시야 하루키
야마다 사부로 (山田 三郎)
성우 : 아마사키 코헤이

### MAD TRIGGER CREW (매드 트리거 크루/M.T.C.)
아오히츠기 사마토키 (碧棺 左馬刻)
성우 : 아사누마 신타로
이루마 쥬토 (入間 銃兎)
성우 : 코마다 와타루
부스지마 메이슨 리오 (毒島 メイソン 理鶯)
성우 : 카미오 신이치로

### Fling Posse (플링 포세/F.P.)
아메무라 라무다 (飴村 乱数)
성우 : 시라이 유스케
유메노 겐타로 (夢野 幻太郎)
성우 : 사이토 소마
아리스가와 다이스 (有栖川 帝統)
성우 : 노즈야마 유키히로

### 麻天狼 (마천랑/M)
진구지 쟈쿠라이 (神宮寺 寂雷)
성우 : 하야미 쇼
이자나미 히후미 (伊弉冉 一二三)
성우 : 키지마 류이치
칸논자카 돗포 (観音坂 独歩)
성우 : 이토 켄토

### どついたれ本舗 (도츠이타레 혼포/D.H.)
누루데 사사라 (白膠木 簓)
성우 : 이와사키 료타
츠츠지모리 로쇼 (躑躅森 盧笙)
성우 : 카와니시 켄고
아마야도 레이 (天谷奴 零)
성우 : 쿠로다 타카야

### Bad Ass Temple (배드 애스 템플/B.A.T.)
하라이 쿠코 (波羅夷 空却)
성우 : 하야마 쇼타
아이모노 쥬시 (四十物 十四)
성우 : 사카키하라 유우키
아마구니 히토야 (天国 獄)
성우 : 타케우치 에이지

### 中王区 (중왕구)
토호텐 오토메 (東方天 乙統女)
성우 : 코바야시 유우
카데노코지 이치지쿠 (勘解由小路 無花果)
성우 : 타카하시 치아키
아오히츠기 네무 (碧棺 合歓)
성우 : 야마모토 노조미